# O Prazer
O Prazer  (Le Plaisir) é um filme de comédia-drama francês de 1952, dirigido por Max Ophüls. O roteiro adapta três contos de Guy de Maupassant (Le Masque, La Maison Tellier e Le Modèle).
O filme foi indicado ao Óscar por "Melhor Direção de Arte" (Max Ophüls).

## Elenco
Le Masque ("A máscara")
- Claude Dauphin...médico
- Gaby Morlay...Denise, esposa de Ambroise
- Paul Azaïs...gerente do baile
- Gaby Bruyère...Frimousse, dançarina parceira de Ambroise
- Jean Galland...Ambroise

La Maison Tellier
- Madeleine Renaud...Julia Tellier
- Ginette Leclerc...Madame Flora
- Mila Parély...Madame Raphaële
- Danielle Darrieux...Madame Rosa
- Pierre Brasseur...Julien Ledentu, vendedor viajante
- Jean Gabin...Joseph Rivet, o irmão carpinteiro de Julia
- Amédée as Frédéric
- Antoine Balpêtré...Senhor Poulain
- René Blancard...prefeito
- Mathilde Casadesus...Madame Louise
- Henri Crémieux...Senhor Pimpesse
- Arthur Devère...condutor do trem
- Paulette Dubost...Madame Fernande
- Jocelyne Jany...Constance Rivet, sobrinha de Julia
- Robert Lombard...Senhor Philippe, filho do banqueiro
- Héléna Manson...Marie Rivet, esposa de Joseph

Le Modèle ("A modelo")
- Jean Servais...amigo de Jean e narrador da versão em francês
- Daniel Gélin...Jean, o pintor
- Simone Simon...Joséphine, a modelo

## Sinopse

### Le Masque
Num grande baile, um dançarino mascarado e bem vestido chama a atenção da dançarina Frimousse. Durante a dança entre os dois, ele passa mal e um doutor é chamado para atendê-lo. O doutor lhe retira a máscara e depois leva o homem até a pobre casa dele, onde uma paciente esposa o aguardava.

### La Maison Tellier
Madame Julia Tellier é uma conhecida cafetina que administra um bar e um prostíbulo em Paris frequentado tanto por clientes da classe baixa, como marinheiros, quanto cidadãos respeitáveis, como um juiz e o prefeito. Certa noite de sábado seus clientes são surpreendidos pelos locais estarem fechados. Depois se descobre que Madame Julia foi visitar seu irmão carpinteiro Joseph que mora no interior. O motivo da viagem é a cerimônia de primeira comunhão da filha de Joseph, a adolescente Constance. As mulheres são bem recebidas no vilarejo e Joseph fica muito agradecido pela visita da irmã, e fica atraído especialmente por uma das mulheres, Madame Rosa.

### Le Modèle
Um pintor se apaixona por uma de suas modelos. O romance tem um começo ardente mas logo o casal não consegue mais viver juntos devido as frequentes brigas. O pintor resolve abandonar a esposa e ir morar com um amigo, mas a mulher não se conforma e vai atrás dele, ameaçando se suicidar caso ele se case com outra.